# Spielshow
Als Spielshow bezeichnet man eine Unterhaltungssendung in Hörfunk und Fernsehen, in der z. B. ein oder mehrere Kandidaten Aufgaben erfüllen, Rätsel lösen oder Fragen richtig beantworten müssen. Die Quizsendung ist ein Untertyp der Spielshow. Manche Spielshows werden als Samstagabendshows ausgestrahlt.
Eine Spielshow ist ein Spiel mit Kandidaten nach festliegenden Regeln und einer finalen Struktur. Ihr Kern ist der Wettbewerb, der am Ende zum Sieg eines Kandidaten oder einer Kandidatengruppe führt. Wurden früher noch viel öfter Sachpreise ausgespielt, gibt es nun meist höhere Geldsummen zu gewinnen. Zur technischen Realisierung der Spiele (Eingabegeräte, Kontrollmonitore etc.) dient die Spieletechnik.
Bekannte Spielshows im deutschsprachigen Fernsehen waren oder sind unter anderem (mit Nennung des Hauptsenders nach Jahr der Erstsendung sortiert):
- Einer wird gewinnen (EWG; ARD; 1964–69, 1979–1987, 1998, 2014)
- Vergißmeinnicht (ZDF; 1964–1970)
- Der goldene Schuß (ZDF; 1964–1970)
- Wünsch Dir was (ORF und ZDF; 1969–1972)
- Drei mal Neun (ZDF; 1970–1974)
- Dalli Dalli (ZDF; 1971–1986 und 1995–1997) (NDR; 2011–2013)
- Am laufenden Band (ARD; 1974–1979)
- Die Montagsmaler (ARD; 1974–1996)
- Auf Los geht’s los (ARD; 1977–1986)
- Rate mal mit Rosenthal (ARD; 1979–1986)
- Die Pyramide (ZDF; 1979–1994)
- Wetten, dass..? (ZDF; 1981–2014, seit 2021)
- Gefragt – Gewußt – Gewonnen! (ZDF; 1983–1986)
- Die verflixte 7 (ARD; 1984–1987)
- Flitterabend (ARD; 1988–1995)
- Ruck Zuck (Tele 5 und RTL II; 1988–2000, 2004, 2005, seit 2016)
- Glücksrad (Sat.1 1988–1998, Kabel1 1998–2002, 9Live 2004–2005, RTL Plus 2016)
- Wer A sagt (ORF; 1989–1994)
- Der Preis ist heiß (RTL; 1989–1997, ab 2017)
- Geld oder Liebe (ARD; 1989–2001, 2014)
- Tutti Frutti (RTL; 1990–1993, 2016)
- Familien-Duell (RTL; 1992–2003, 2013–2014, ab 2016)
- Traumhochzeit (RTL; 1992–2002, ZDF; 2008, RTL; 2012–2013)
- Glück am Drücker (RTL Plus; März–August 1992)
- Die 100.000 Mark Show (RTL; 1993–2000, 2008, seit 2022)
- Glücksritter (RTL; 1996–1997)
- Die Stunde der Wahrheit (Sat.1; 1999–2003)
- 1 gegen 100 (ORF; 2002, 2008)
- Genial daneben (Sat.1; 2003–2011, seit 2017)
- Elton zockt (ProSieben; 2003–2015)
- Deal or No Deal (Sat.1; 2004–2008, 2014–2015)
- Elton vs. Simon (ProSieben; 2004–2006, 2008–2010, 2012)
- Schlag den Raab (ProSieben; 2006–2015)
- Rich List – Jede Antwort zählt (Sat.1; 2007–2008)
- Schlag den Star (ProSieben; seit 2009)
- Traders (SF 1; seit 2010)
- Rette die Million! (ZDF; 2010–2013)
- Mein Mann kann (Sat.1; 2010–2013)
- 17 Meter (ProSieben; 2011–2012)
- Deutschlands Superhirn (ZDF; 2011–2013, 2016)
- Klein gegen Groß (ARD; seit 2011)
- Opdenhövels Countdown (ARD; 2012–2013)
- Joko gegen Klaas – Das Duell um die Welt (ProSieben; seit 2012)
- Das ist Spitze! (ARD; 2013–2015)
- Hartwichs 100! Daniel testet die Deutschen (RTL; ab 2015)
- Das Spiel beginnt! (ZDF; 2015–2017, 2020)
- Rate mal, wie alt ich bin (ARD; 2016)
- Schlag den Henssler (ProSieben; 2017–2018)
- Alle gegen Einen (ProSieben; seit 2018)
- Denn sie wissen nicht, was passiert (RTL; seit 2018)
- Schlag den Besten (ProSieben und RTL; seit 2019)
- Q1 Ein Hinweis ist falsch (ORF; seit 2019)
- Du gewinnst hier nicht die Million bei Stefan Raab (RTL+; seit 2024)

Weitere Fernseh-Spielshows sind in der Kategorie:Spielshow zusammengefasst.